# Liste der Mitglieder der Académie française
Liste der Mitglieder der Académie française seit ihrer Gründung 1635, geordnet nach den 40 Sitzen (fauteuils).
| Überblick | Überblick | Überblick | Überblick | Überblick | Überblick | Überblick | Überblick | Überblick | Überblick | Überblick | Überblick | Überblick | Überblick | Überblick | Überblick | Überblick | Überblick | Überblick | Überblick |
| --------- | --------- | --------- | --------- | --------- | --------- | --------- | --------- | --------- | --------- | --------- | --------- | --------- | --------- | --------- | --------- | --------- | --------- | --------- | --------- |
| 1         | 2         | 3         | 4         | 5         | 6         | 7         | 8         | 9         | 10        | 11        | 12        | 13        | 14        | 15        | 16        | 17        | 18        | 19        | 20        |
| 21        | 22        | 23        | 24        | 25        | 26        | 27        | 28        | 29        | 30        | 31        | 32        | 33        | 34        | 35        | 36        | 37        | 38        | 39        | 40        |

## Fauteuil 1
- 1635: Pierre Séguier
- 1643: Claude Bazin de Bezons
- 1684: Nicolas Boileau
- 1711: Jean d’Estrées
- 1718: Marc René d’Argenson
- 1721: Jean-Joseph Languet de Gergy
- 1753: Georges-Louis Leclerc de Buffon
- 1788: Félix Vicq d’Azyr
- 1803: François-Urbain Domergue
- 1810: Ange-François Fariau de Saint-Ange
- 1811: François-Auguste Parseval-Grandmaison
- 1835: Narcisse-Achille de Salvandy
- 1857: Émile Augier
- 1890: Charles de Freycinet
- 1924: Émile Picard
- 1944: Louis de Broglie
- 1988: Michel Debré
- 1997: François Furet
- 1998: René Rémond
- 2008: Claude Dagens

## Fauteuil 2
- 1634: Valentin Conrart
- 1675: Toussaint Rose
- 1701: Louis de Sacy
- 1728: Charles de Secondat, Baron de Montesquieu
- 1755: Jean-Baptiste Vivien de Châteaubrun
- 1775: François-Jean de Chastellux
- 1788: Aimar-Charles-Marie de Nicolaï
- 1803: Nicolas-Louis François de Neufchâteau
- 1828: Pierre-Antoine Lebrun
- 1874: Alexandre Dumas der Jüngere
- 1896: André Theuriet
- 1908: Jean Richepin
- 1927: Émile Mâle
- 1955: François Albert-Buisson
- 1962: Marc Boegner
- 1972: René de Castries
- 1987: André Frossard
- 1996: Héctor Bianciotti
- 2013: Dany Laferrière

## Fauteuil 3
- 1634: Jacques de Serisay
- 1654: Paul-Philippe de Chaumont
- 1697: Louis Cousin
- 1707: Jacques-Louis de Valon
- 1719: Nicolas Gédoyn
- 1744: François-Joachim de Pierre de Bernis
- 1803: Roch-Ambroise Cucurron Sicard
- 1822: Denis-Antoine-Luc de Frayssinous
- 1842: Étienne-Denis Pasquier
- 1863: Jules Dufaure
- 1881: Victor Cherbuliez
- 1900: Émile Faguet
- 1918: Georges Clemenceau
- 1930: André Chaumeix
- 1955: Jérôme Carcopino
- 1971: Roger Caillois
- 1980: Marguerite Yourcenar
- 1989: Jean-Denis Bredin
- 2021: vakant

## Fauteuil 4
- 1634: Jean Desmarets de Saint-Sorlin
- 1676: Jean-Jacques de Mesmes
- 1688: Jean Testu de Mauroy
- 1706: Camille Le Tellier de Louvois
- 1718: Jean-Baptiste Massillon
- 1742: Louis-Jules Mancini-Mazarini
- 1803: Gabriel-Marie Legouvé
- 1812: Alexandre-Vincent Pineux Duval
- 1842: Pierre-Simon Ballanche
- 1848: Jean Vatout
- 1849: Alexis de Guignard, Comte de Saint-Priest
- 1852: Pierre-Antoine Berryer
- 1869: François-Joseph de Champagny
- 1882: Charles de Mazade
- 1894: José-Maria de Heredia
- 1906: Maurice Barrès
- 1925: Louis Bertrand
- 1946: Jean Tharaud
- 1952: Alphonse Juin
- 1968: Pierre Emmanuel
- 1985: Jean Hamburger
- 1993: Albert Decourtray
- 1995: Jean-Marie Lustiger
- 2008: Jean-Luc Marion

## Fauteuil 5
- 1634: Jean Ogier de Gombauld
- 1666: Paul Tallemant der Jüngere
- 1712: Antoine Danchet
- 1748: Jean-Baptiste Louis Gresset
- 1777: Claude-François-Xavier Millot
- 1785: André Morellet
- 1819: Pierre-Édouard Lémontey
- 1826: Joseph Fourier
- 1830: Victor Cousin
- 1867: Jules Favre
- 1880: Edmond Rousse
- 1907: Pierre de Ségur
- 1920: Robert de Flers
- 1927: Louis Madelin
- 1956: Robert Kemp
- 1960: René Huyghe
- 1998: Georges Vedel
- 2005: Assia Djebar
- 2016: Andreï Makine

## Fauteuil 6
- 1634: François Le Métel de Boisrobert
- 1662: Jean Regnault de Segrais
- 1701: Jean-Galbert de Campistron
- 1723: Philippe Néricault Destouches
- 1754: Louis de Boissy
- 1758: Jean-Baptiste de La Curne de Sainte-Palaye
- 1781: Nicolas Chamfort
- 1803: Pierre-Louis Roederer
- 1816: Pierre-Marc-Gaston de Lévis
- 1830: Philippe-Paul de Ségur
- 1873: Charles de Viel-Castel
- 1888: Edmond Jurien de La Gravière
- 1892: Ernest Lavisse
- 1923: Georges de Porto-Riche
- 1931: Pierre Benoit
- 1963: Jean Paulhan
- 1970: Eugène Ionesco
- 1995: Marc Fumaroli
- 2024: Christian Jambet

## Fauteuil 7
- 1634: Jean Chapelain
- 1674: Isaac de Benserade
- 1691: Étienne Pavillon
- 1705: Fabio Brûlart de Sillery
- 1715: Henri Jacques Nompar de Caumont
- 1726: Jean-Baptiste de Mirabaud
- 1760: Claude-Henri Watelet
- 1786: Michel-Jean Sedaine
- 1803: Jean-François Collin d’Harleville
- 1806: Pierre Daru
- 1829: Alphonse de Lamartine
- 1870: Émile Ollivier
- 1914: Henri Bergson
- 1945: Édouard Le Roy
- 1955: Daniel-Rops
- 1966: Pierre-Henri Simon
- 1973: André Roussin
- 1988: Jacqueline de Romilly
- 2012: Jules Hoffmann

## Fauteuil 8
- 1634: Claude de Malleville
- 1648: Jean Ballesdens
- 1675: Géraud de Cordemoy
- 1684: Jean-Louis Bergeret
- 1695: Charles Irénée Castel de Saint-Pierre
- 1743: Pierre Louis Moreau de Maupertuis
- 1759: Jean-Jacques Lefranc de Pompignan
- 1784: Jean-Siffrein Maury
- 1803: Michel Louis Étienne Regnaud de Saint-Jean d’Angély
- 1816: Pierre-Simon Laplace
- 1827: Pierre-Paul Royer-Collard
- 1846: Charles de Rémusat
- 1875: Jules Simon
- 1897: Albert de Mun
- 1918: Alfred Baudrillart
- 1946: Octave Aubry
- 1946: Édouard Herriot
- 1959: Jean Rostand
- 1978: Michel Déon
- 2019: Daniel Rondeau

## Fauteuil 9
- 1634: Nicolas Faret
- 1646: Pierre Du Ryer
- 1658: César d’Estrées
- 1715: Victor-Marie d’Estrées
- 1738: Charles-Armand-René de La Trémoille
- 1741: Armand II. François Auguste de Rohan-Soubise
- 1756: Antoine de Malvin de Montazet
- 1788: Stanislas de Boufflers
- 1815: Louis-Pierre-Marie-François Baour-Lormian
- 1855: François Ponsard
- 1868: Joseph Autran
- 1877: Victorien Sardou
- 1909: Marcel Prévost
- 1945: Émile Henriot
- 1962: Jean Guéhenno
- 1979: Alain Decaux
- 2018: Patrick Grainville

## Fauteuil 10
- 1634: Antoine Godeau
- 1672: Esprit Fléchier
- 1710: Henri de Nesmond
- 1727: Jean-Jacques Amelot de Chaillou
- 1749: Charles Louis Auguste Fouquet de Belle-Isle
- 1761: Nicolas-Charles-Joseph Trublet
- 1770: Jean-François de Saint-Lambert
- 1803: Hugues-Bernard Maret, duc de Bassano
- 1816: Joseph Henri Joachim Lainé
- 1836: Emmanuel Dupaty
- 1852: Alfred de Musset
- 1858: Victor de Laprade
- 1884: François Coppée
- 1909: Jean Aicard
- 1924: Camille Jullian
- 1934: Léon Bérard
- 1961: Jean Guitton
- 2000: Florence Delay
- 2025: vakant

## Fauteuil 11
- 1634: Philippe Habert
- 1639: Jacques Esprit
- 1678: Jacques-Nicolas Colbert
- 1707: Claude-François Fraguier
- 1728: Charles d’Orléans de Rothelin
- 1744: Gabriel Girard
- 1748: Antoine René de Voyer de Paulmy d’Argenson
- 1787: Henri-Cardin-Jean-Baptiste d’Aguesseau
- 1826: Charles Brifaut
- 1858: Jules Sandeau
- 1884: Edmond About
- 1886: Léon Say
- 1896: Albert Vandal
- 1911: Denys Cochin
- 1922: Georges Goyau
- 1940: Paul Hazard
- 1946: Maurice Garçon
- 1968: Paul Morand
- 1977: Alain Peyrefitte
- 2001: Gabriel de Broglie
- 2025: vakant

## Fauteuil 12
- 1634: Germain Habert
- 1655: Charles Cotin
- 1682: Louis de Courcillon de Dangeau
- 1723: Charles-Jean-Baptiste Fleuriau de Morville
- 1732: Jean Terrasson
- 1750: Claude de Thiard de Bissy
- 1810: Joseph Esménard
- 1811: Charles de Lacretelle
- 1856: Jean-Baptiste Biot
- 1863: Louis de Carné
- 1876: Charles Blanc
- 1882: Édouard Pailleron
- 1900: Paul Hervieu
- 1918: François de Curel
- 1930: Charles Le Goffic
- 1932: Abel Bonnard
- 1946: Jules Romains
- 1973: Jean d’Ormesson
- 2021: Chantal Thomas

## Fauteuil 13
- 1634: Claude Gaspard Bachet de Méziriac
- 1639: François de La Mothe le Vayer
- 1672: Jean Racine
- 1699: Jean-Baptiste-Henri de Valincour
- 1730: Jean-François Leriget de La Faye
- 1731: Prosper Jolyot Crébillon
- 1762: Claude-Henri de Fusée de Voisenon
- 1776: Jean-de-Dieu-Raymond de Boisgelin de Cucé
- 1804: Jean-Baptiste Dureau de La Malle
- 1807: Louis-Benoît Picard
- 1829: Antoine-Vincent Arnault
- 1834: Eugène Scribe
- 1862: Octave Feuillet
- 1891: Pierre Loti
- 1924: Albert Besnard
- 1935: Louis Gillet
- 1946: Paul Claudel
- 1956: Wladimir d’Ormesson
- 1974: Maurice Schumann
- 1999: Pierre Messmer
- 2008: Simone Veil
- 2020: Maurizio Serra

## Fauteuil 14
- 1634: François Maynard
- 1647: Pierre Corneille
- 1684: Thomas Corneille
- 1710: Antoine Houdar de La Motte
- 1732: Michel-Celse-Roger de Bussy-Rabutin
- 1736: Étienne Lauréault de Foncemagne
- 1779: Michel-Paul-Guy de Chabanon
- 1803: Jacques-André Naigeon
- 1810: Népomucène Lemercier
- 1841: Victor Hugo
- 1886: Charles Leconte de Lisle
- 1894: Henry Houssaye
- 1912: Hubert Lyautey
- 1934: Louis Félix Marie Franchet d’Espèrey
- 1946: Robert d’Harcourt
- 1966: Jean Mistler
- 1990: Hélène Carrère d’Encausse
- 2023: vakant

## Fauteuil 15
- 1634: Guillaume Bautru de Serrant
- 1665: Jacques Testu de Belval
- 1706: François-Joseph de Beaupoil de Saint-Aulaire
- 1743: Jean Jacques d’Ortous de Mairan
- 1771: François Arnaud
- 1785: Guy-Jean-Baptiste Target
- 1806: Jean-Siffrein Maury
- 1816: François Xavier de Montesquiou-Fézensac
- 1832: Antoine Jay
- 1854: Samuel Ustazade Silvestre de Sacy
- 1880: Eugène Labiche
- 1888: Henri Meilhac
- 1898: Henri Lavedan
- 1946: Ernest Seillière
- 1956: André Chamson
- 1984: Fernand Braudel
- 1986: Jacques Laurent
- 2001: Frédéric Vitoux

## Fauteuil 16
- 1634: Jean Sirmond
- 1649: Jean de Montereul
- 1651: François Tallemant der Ältere
- 1693: Simon de La Loubère
- 1729: Claude Sallier
- 1761: Jean-Gilles du Coëtlosquet
- 1784: Anne-Pierre de Montesquiou-Fézensac
- 1803: Antoine-Vincent Arnault
- 1816: Armand Emmanuel du Plessis, duc de Richelieu
- 1822: Bon-Joseph Dacier
- 1833: Pierre-François Tissot
- 1854: Félix Dupanloup
- 1878: Gaston d’Audiffret-Pasquier
- 1906: Alexandre Ribot
- 1923: Henri Robert
- 1938: Charles Maurras
- 1953: Antoine de Lévis-Mirepoix
- 1983: Léopold Sédar Senghor
- 2003: Valéry Giscard d’Estaing
- 2024: Raphaël Gaillard

## Fauteuil 17
- 1634: François de Cauvigny Colomby
- 1649: François Tristan L’Hermite
- 1655: Hippolyte-Jules Pilet de La Mesnardière
- 1663: François Honorat de Beauvilliers
- 1687: François-Timoléon de Choisy
- 1724: Antoine Portail
- 1736: Pierre-Claude Nivelle de La Chaussée
- 1754: Jean-Pierre de Bougainville
- 1763: Jean-François Marmontel
- 1803: Louis de Fontanes
- 1821: Abel-François Villemain
- 1871: Émile Littré
- 1881: Louis Pasteur
- 1896: Gaston Paris
- 1903: Frédéric Masson
- 1924: Georges Lecomte
- 1959: Jean Delay
- 1988: Jacques-Yves Cousteau
- 1998: Érik Orsenna

## Fauteuil 18
- 1634: Jean Baudoin
- 1650: François Charpentier
- 1702: Jean-François de Chamillart
- 1714: Claude-Louis-Hector de Villars
- 1734: Honoré-Armand de Villars
- 1770: Étienne Charles de Loménie de Brienne
- 1803: Jean-Girard Lacuée de Cessac
- 1841: Alexis de Tocqueville
- 1860: Jean Baptiste Henri Lacordaire
- 1862: Albert de Broglie
- 1901: Melchior de Vogüé
- 1918: Ferdinand Foch
- 1929: Philippe Pétain (Ausschluss 1945)
- 1952: André François-Poncet
- 1978: Edgar Faure
- 1990: Michel Serres
- 2021: Mario Vargas Llosa
- 2025: vakant

## Fauteuil 19
- 1634: François d’Arbaud de Porchères
- 1640: Olivier Patru
- 1681: Nicolas IV. Potier de Novion
- 1693: Philippe Goibaud-Dubois
- 1694: Charles Boileau
- 1704: Gaspard Abeille
- 1718: Nicolas-Hubert Mongault
- 1746: Charles Pinot Duclos
- 1772: Nicolas Beauzée
- 1789: Jean-Jacques Barthélemy
- 1803: Marie-Joseph Chénier
- 1811: François-René de Chateaubriand
- 1849: Paul de Noailles
- 1886: Édouard Hervé
- 1899: Paul Deschanel
- 1923: Charles Jonnart
- 1928: Maurice Paléologue
- 1946: Charles de Chambrun
- 1953: Fernand Gregh
- 1960: René Clair
- 1982: Pierre Moinot
- 2008: Jean-Loup Dabadie
- 2023: Sylviane Agacinski

## Fauteuil 20
- 1634: Paul Hay du Chastelet
- 1637: Nicolas Perrot d’Ablancourt
- 1665: Roger de Bussy-Rabutin
- 1693: Jean-Paul Bignon
- 1743: Armand-Jérôme Bignon
- 1772: Louis-Georges de Bréquigny
- 1803: Ponce-Denis Écouchard-Lebrun
- 1807: François-Juste-Marie Raynouard
- 1836: François-Auguste Mignet
- 1884: Victor Duruy
- 1895: Jules Lemaître
- 1919: Henry Bordeaux
- 1964: Thierry Maulnier
- 1990: José Cabanis
- 2001: Angelo Rinaldi
- 2025: vakant

## Fauteuil 21
- 1634: Marin Le Roy de Gomberville
- 1674: Pierre Daniel Huet
- 1721: Jean Boivin
- 1726: Paul-Hippolyte de Beauvilliers, duc de Saint-Aignan
- 1776: Charles-Pierre Colardeau
- 1776: Jean-François de La Harpe
- 1803: Pierre-Louis de Lacretelle
- 1824: François-Xavier-Joseph Droz
- 1851: Charles de Montalembert
- 1871: Henri d’Orléans, duc d’Aumale
- 1898: Eugène Guillaume
- 1905: Étienne Lamy
- 1920: André Chevrillon
- 1959: Marcel Achard
- 1975: Félicien Marceau
- 2014: Alain Finkielkraut

## Fauteuil 22
- 1634: Marc-Antoine Girard de Saint-Amant
- 1662: Jacques Cassagne
- 1679: Louis Verjus de Crécy
- 1710: Jean-Antoine de Mesmes
- 1723: Pierre-Joseph Alary
- 1771: Gabriel-Henri Gaillard
- 1803: Louis-Philippe de Ségur
- 1830: Jean Pons Viennet
- 1869: Joseph d’Haussonville
- 1884: Ludovic Halévy
- 1909: Eugène Brieux
- 1933: François Mauriac
- 1971: Julien Green
- 1999: René de Obaldia
- 2025: Alain Aspect

## Fauteuil 23
- 1634: Guillaume Colletet
- 1659: Gilles Boileau
- 1670: Jean de Montigny
- 1671: Charles Perrault
- 1703: Armand I. Gaston Maximilien de Rohan-Soubise
- 1749: Louis-Guy de Guérapin de Vauréal
- 1760: Charles Marie de La Condamine
- 1774: Jacques Delille
- 1813: Vincent Campenon
- 1844: Saint-Marc Girardin
- 1874: Alfred Mézières
- 1918: René Boylesve
- 1927: Abel Hermant
- 1946: Étienne Gilson
- 1979: Henri Gouhier
- 1995: Pierre Rosenberg

## Fauteuil 24
- 1634: Jean de Silhon
- 1667: Jean-Baptiste Colbert
- 1684: Jean de La Fontaine
- 1695: Jules de Clérambault
- 1714: Guillaume Massieu
- 1722: Claude-François-Alexandre Houtteville
- 1742: Pierre Carlet de Marivaux
- 1763: Claude-François Lizarde de Radonvilliers
- 1803: Constantin François Volney
- 1820: Claude-Emmanuel de Pastoret
- 1841: Louis-Clair Beaupoil de Sainte-Aulaire
- 1855: Achille-Léon-Victor de Broglie
- 1870: Prosper Duvergier de Hauranne
- 1881: Sully Prudhomme
- 1908: Henri Poincaré
- 1914: Alfred Capus
- 1923: Édouard Estaunié
- 1944: Louis Pasteur Vallery-Radot
- 1971: Étienne Wolff
- 1997: Jean-François Revel
- 2007: Max Gallo
- 2020: François Sureau

## Fauteuil 25
- 1634: Claude de L’Estoile
- 1652: Armand du Cambout de Coislin
- 1702: Pierre du Cambout, duc de Coislin
- 1710: Henri-Charles du Cambout de Coislin
- 1733: Jean-Baptiste Surian
- 1754: Jean-Baptiste le Rond d’Alembert
- 1783: Marie-Gabriel-Florent-Auguste de Choiseul-Gouffier
- 1803: Jean-Étienne-Marie Portalis
- 1807: Pierre Laujon
- 1811: Charles-Guillaume Étienne
- 1816: Marie-Gabriel-Florent-Auguste de Choiseul-Gouffier
- 1817: Jean-Louis Laya
- 1833: Charles Nodier
- 1844: Prosper Mérimée
- 1871: Louis de Loménie
- 1878: Hippolyte Taine
- 1894: Albert Sorel
- 1907: Maurice Donnay
- 1946: Marcel Pagnol
- 1975: Jean Bernard
- 2007: Dominique Fernandez

## Fauteuil 26
- 1634: Amable Bourzeis
- 1672: Jean Gallois
- 1707: Edme Mongin
- 1746: Jean-Ignace de La Ville
- 1774: Jean Baptiste Antoine Suard
- 1817: Jean-François Roger
- 1842: Henri Patin
- 1876: Gaston Boissier
- 1909: René Doumic
- 1938: André Maurois
- 1968: Marcel Arland
- 1987: Georges Duby
- 1997: Jean-Marie Rouart

## Fauteuil 27
- 1634: Abel Servien
- 1659: Jean-Jacques Renouard de Villayer
- 1691: Bernard le Bovier de Fontenelle
- 1757: Antoine-Louis Séguier
- 1803: Jacques-Henri Bernardin de Saint-Pierre
- 1814: Étienne Aignan
- 1824: Alexandre Soumet
- 1845: Ludovic Vitet
- 1874: Elme-Marie Caro
- 1888: Paul-Gabriel d’Haussonville
- 1925: Auguste de La Force
- 1962: Joseph Kessel
- 1980: Michel Droit
- 2001: Pierre Nora
- 2025: vakant

## Fauteuil 28
- 1634: Jean-Louis Guez de Balzac
- 1654: Hardouin de Péréfixe de Beaumont
- 1671: François Harlay de Champvallon
- 1695: André Dacier
- 1722: Guillaume Dubois
- 1723: Charles-Jean-François Hénault
- 1771: Charles-Juste de Beauvau
- 1803: Philippe-Antoine Merlin
- 1816: Antoine-François-Claude Ferrand
- 1825: Casimir Delavigne
- 1844: Charles-Augustin Sainte-Beuve
- 1870: Jules Janin
- 1875: John Lemoinne
- 1893: Ferdinand Brunetière
- 1907: Henri Barboux
- 1911: Henry Roujon
- 1918: Louis Barthou
- 1935: Claude Farrère
- 1959: Henri Troyat
- 2008: Jean-Christophe Rufin

## Fauteuil 29
- 1634: Pierre Bardin
- 1637: Nicolas Bourbon der Jüngere
- 1644: François-Henri Salomon de Virelade
- 1670: Philippe Quinault
- 1688: François de Callières
- 1717: André-Hercule de Fleury
- 1743: Paul d’Albert de Luynes
- 1788: Jean-Pierre Claris de Florian
- 1803: Jean-François Cailhava
- 1813: Joseph François Michaud
- 1840: Marie-Jean-Pierre Flourens
- 1868: Claude Bernard
- 1878: Ernest Renan
- 1893: Paul Challemel-Lacour
- 1897: Gabriel Hanotaux
- 1944: André Siegfried
- 1960: Henry de Montherlant
- 1973: Claude Lévi-Strauss
- 2011: Amin Maalouf

## Fauteuil 30
- 1634: Honorat de Racan
- 1670: François-Séraphin Regnier-Desmarais
- 1713: Bernard de La Monnoye
- 1728: Michel Poncet de La Rivière
- 1730: Jacques Hardion
- 1766: Antoine Léonard Thomas
- 1785: Jacques Antoine Hippolyte Guibert
- 1803: Jean-Jacques Régis de Cambacérès
- 1816: Louis-Gabriel-Ambroise de Bonald
- 1841: Jacques-François Ancelot
- 1855: Ernest Legouvé
- 1903: René Bazin
- 1932: G. Lenôtre
- 1935: Georges Duhamel
- 1966: Maurice Druon
- 2011: Danièle Sallenave

## Fauteuil 31
- 1634: Pierre de Boissat
- 1662: Antoine Furetière
- 1688: Jean de La Chapelle
- 1723: Pierre-Joseph Thoulier d’Olivet
- 1768: Étienne Bonnot de Condillac
- 1780: Louis-Élisabeth de la Vergne de Tressan
- 1783: Jean-Sylvain Bailly
- 1803: Emmanuel Joseph Sieyès
- 1816: Gérard de Lally-Tollendal
- 1830: Jean-Baptiste-Antoine-Aimé Sanson de Pongerville
- 1870: Xavier Marmier
- 1893: Henri de Bornier
- 1901: Edmond Rostand
- 1920: Joseph Bédier
- 1938: Jérôme Tharaud
- 1955: Jean Cocteau
- 1964: Jacques Rueff
- 1978: Jean Dutourd
- 2013: Michael Edwards

## Fauteuil 32
- 1634: Claude Favre de Vaugelas
- 1650: Georges de Scudéry
- 1667: Philippe de Courcillon
- 1720: Louis François Armand de Vignerot du Plessis
- 1788: François-Henri d’Harcourt
- 1803: Lucien Bonaparte
- 1816: Louis-Simon Auger
- 1829: Charles-Guillaume Étienne
- 1845: Alfred de Vigny
- 1865: Camille Doucet
- 1896: Charles-Albert Costa de Beauregard
- 1911: Hippolyte Langlois
- 1912: Émile Boutroux
- 1922: Pierre de Nolhac
- 1936: Georges Grente
- 1960: Henri Massis
- 1971: Georges Izard
- 1974: Robert Aron
- 1976: Maurice Rheims
- 2004: Alain Robbe-Grillet
- 2009: François Weyergans
- 2021: Pascal Ory

## Fauteuil 33
- 1634: Vincent Voiture
- 1648: François Eudes de Mézeray
- 1683: Jean Barbier d’Aucour
- 1694: François de Clermont-Tonnerre
- 1701: Nicolas de Malézieu
- 1727: Jean Bouhier
- 1746: Voltaire
- 1778: Jean-François Ducis
- 1816: Raymond de Sèze
- 1828: Amable-Guillaume-Prosper Brugière de Barante
- 1867: Alphonse Gratry
- 1873: Saint-René Taillandier
- 1880: Maxime Du Camp
- 1894: Paul Bourget
- 1936: Edmond Jaloux
- 1950: Jean-Louis Vaudoyer
- 1964: Marcel Brion
- 1985: Michel Mohrt
- 2013: Dominique Bona

## Fauteuil 34
- 1634: Honorat de Porchères Laugier
- 1653: Paul Pellisson
- 1693: François Fénelon
- 1715: Claude Gros de Boze
- 1753: Louis de Bourbon, comte de Clermont
- 1771: Pierre-Laurent Buirette de Belloy
- 1775: Emmanuel-Félicité de Durfort
- 1803: Dominique Joseph Garat
- 1816: Louis-François de Bausset-Roquefort
- 1824: Hyacinthe-Louis de Quélen
- 1840: Louis-Mathieu Molé
- 1856: Alfred de Falloux
- 1886: Octave Gréard
- 1904: Émile Gebhart
- 1909: Raymond Poincaré
- 1935: Jacques Bainville
- 1936: Joseph de Pesquidoux
- 1946: Maurice Genevoix
- 1981: Jacques de Bourbon Busset
- 2002: François Cheng

## Fauteuil 35
- 1634: Henri Louis Habert de Montmor
- 1679: Louis Irland de Lavau
- 1694: Jean-François-Paul Le Fèvre de Caumartin
- 1733: François-Augustin Paradis de Moncrif
- 1771: Armand de Roquelaure
- 1818: Georges Cuvier
- 1832: André Dupin
- 1866: Alfred-Auguste Cuvillier-Fleury
- 1888: Jules Claretie
- 1918: Joseph Joffre
- 1931: Maxime Weygand
- 1966: Louis Leprince-Ringuet
- 2001: Yves Pouliquen
- 2022: Antoine Compagnon

## Fauteuil 36
- 1634: Marin Cureau de la Chambre
- 1670: Pierre Cureau de La Chambre
- 1693: Jean de La Bruyère
- 1696: Claude Fleury
- 1723: Jacques Adam
- 1736: Joseph Séguy
- 1761: Louis René Édouard de Rohan-Guéméné
- 1803: Jean Devaines
- 1803: Évariste de Parny
- 1815: Victor-Joseph Étienne de Jouy
- 1847: Adolphe-Joseph Simonis Empis
- 1869: Henri-Auguste Barbier
- 1882: Adolphe Perraud
- 1906: François-Désiré Mathieu
- 1910: Louis Duchesne
- 1923: Henri Bremond
- 1935: André Bellessort
- 1946: René Grousset
- 1953: Pierre Gaxotte
- 1983: Jacques Soustelle
- 1992: Jean-François Deniau
- 2007: Philippe Beaussant
- 2018: Barbara Cassin

## Fauteuil 37
- 1635: Daniel Hay du Chastelet
- 1671: Jacques Bénigne Bossuet
- 1704: Melchior de Polignac
- 1741: Joseph Giry de Saint-Cyr
- 1761: Charles Batteux
- 1780: Antoine-Marin Lemierre
- 1803: Félix-Julien-Jean Bigot de Préameneu
- 1825: Mathieu de Montmorency-Laval
- 1826: Alexandre Guiraud
- 1847: Jean-Jacques Ampère
- 1865: Lucien-Anatole Prévost-Paradol
- 1871: Camille Rousset
- 1893: Paul Thureau-Dangin
- 1914: Pierre de La Gorce
- 1934: Maurice de Broglie
- 1961: Eugène Tisserant
- 1972: Jean Daniélou
- 1975: Robert-Ambroise-Marie Carré
- 2005: René Girard
- 2017: Michel Zink

## Fauteuil 38
- 1635: Auger de Mauléon Granier
- 1636: Balthasar Baro
- 1650: Jean Doujat
- 1688: Eusèbe Renaudot
- 1720: Henri-Emmanuel de Roquette
- 1725: Pierre de Pardaillan de Gondrin d’Antin
- 1733: Nicolas-François Dupré de Saint-Maur
- 1775: Chrétien-Guillaume de Lamoignon de Malesherbes
- 1803: François Andrieux
- 1833: Adolphe Thiers
- 1878: Henri Martin
- 1884: Ferdinand de Lesseps
- 1896: Anatole France
- 1925: Paul Valéry
- 1946: Henri Mondor
- 1963: Louis Armand
- 1972: Jean-Jacques Gautier
- 1986: Jean-Louis Curtis
- 1996: François Jacob
- 2014: Marc Lambron

## Fauteuil 39
- 1636: Louis Giry
- 1666: Claude Boyer
- 1698: Charles-Claude Genest
- 1720: Jean-Baptiste Dubos
- 1742: Jean-François Du Resnel du Bellay
- 1761: Bernard-Joseph Saurin
- 1782: Marie Jean Antoine Nicolas Caritat, Marquis de Condorcet
- 1803: Noël-Gabriel-Luce Villar
- 1826: Charles-Marie Dorimond de Féletz
- 1850: Désiré Nisard
- 1888: Eugène-Melchior de Vogüé
- 1911: Henri de Régnier
- 1936: Jacques de Lacretelle
- 1986: Bertrand Poirot-Delpech
- 2008: Jean Clair

## Fauteuil 40
- 1639: Daniel de Priézac
- 1662: Michel Le Clerc
- 1692: Jacques de Tourreil
- 1714: Jean-Roland Malet
- 1736: Jean-François Boyer
- 1755: Nicolas Thyrel de Boismont
- 1787: Claude-Carloman de Rulhière
- 1803: Pierre-Jean-Georges Cabanis
- 1808: Antoine Louis Claude Destutt de Tracy
- 1836: François Guizot
- 1875: Jean-Baptiste Dumas
- 1884: Joseph Bertrand
- 1900: Marcelin Berthelot
- 1908: Francis Charmes
- 1918: Jules Cambon
- 1936: Lucien Lacaze
- 1956: Jacques Chastenet
- 1978: Georges Dumézil
- 1988: Pierre-Jean Rémy
- 2013: Xavier Darcos